# Lzzy Hale
Elizabeth Mae ’’Lzzy” Hale (Red Lion, Pennsylvania, 1983. október 10.– ) amerikai énekesnő, a Grammy-díjas hard rock banda, a Halestorm alapítója, gitárosa, frontembere és szövegírója.

## Élete
1983. október 10-én született a Pennsylvania-i Red Lion-ban. Apja Roger Hale zenész, anyja Beth Hale. Lzzy és öccse, Arejay 5 évesen kezdtek zongorázni tanulni. A testvére később a dobolás felé fordult. Lzzy 13 éves korában kezdett el aktívan eredeti zenéket írni és előadni. Gitáron 16 éves korában kezdett el tanulni. A két kamasz 1999-ben jelentette meg a Don't Mess With the Time Man CD-jüket, Elizabeth itt tűnt fel először, mint énekes. 2004-ig édesapjuk Roger Hale volt a basszusgitárosuk, aki azóta is zenél floridai együttesekben, amelyek zömmel a hatvanas-hetvenes évek dalainak feldolgozásait játsszák.
Nemcsak a Halestorm énekeseként tevékenykedik, többször is vendégelőadó volt olyan együtteseknél, mint a Shinedown, Black Stone Cherry, Seether, Stone Sour és az Adrenaline Mob. 2010. július 21-én feltűnt Jimmy Fallon műsorában is, ahol előadta a „Familiar Taste of Poison” című számot. 2012-ben a Carnival of Madness turnén lépett fel az Evanescence énekesnőjével, Amy Lee-vel ahol a „Break in” című számot énekelték el. Továbbá az Alter Bridge Fortress turnéján a „Watch over you” című számot adta elő Myles Kennedy-vel. 2015-ben Lindsey Stirling – Shatter Me című számában közreműködött énekesként.
2012-ben a Gibson Guitar Corporation, a világ legnevesebb gitárgyártó cége a gitáros-énekesnő teljesítményének elismeréseként Lzzy Hale Explorer néven limitált szériában egy speciális gitártípust hozott forgalomba.
2013-ban megalapította saját divatmárkáját Scissor Happy néven.

## Együttese
13 éves korában, az öccsével alapították a Halestorm nevű bandát 1996-ban. 2003-ban csatlakozott hozzájuk Joe Hottinger, gitáros. 2004-ig édesapjuk, Roger Hale volt a basszusgitárosuk, utána váltotta fel a jelenlegi, Josh Smith. 2005-ben írták alá az Atlantic Recordsszal a lemezszerződést. A debütáló albumuk pedig 2009. április 28-án jelent meg.
2013-ban a Love Bites (So Do I) című dalért (amely a 2012-es lemezen van rajta) Grammy-díjat kapott a Halestorm, és Lzzy Hale ezzel az első nőként kapta meg az elismerést a hard rock/metál kategóriában. Ennek a dalnak a szövegét, mint a legtöbb Halestorm dal szövegét is, ő írta.
Harmadik stúdióalbumuk, az Into the Wild Life 2015-ben első helyezett lett a rock, az alternatív és hard rock lemezek között is az amerikai slágerlistákon.
2015-ben Budapesten a Sziget Fesztivál A38-sátrában lépett fel.
Revolver Magazin
A 2009-es decemberi szám borítóján illetve a 2012-es szeptember/októberi szám borítóján is szerepelt.

## Magánélete
2014. október 11-én Twitter oldalán bevallotta, hogy biszexuális.
2015. október 30-án megerősítette, hogy "se veled, se nélküled" kapcsolatban van a banda másik gitárosával, Joe Hottingerrel.

## Diszkográfia

### Stúdióalbumok
- Halestorm (2009)
- The Strange Case Of... (2012)
- Into The Wild Life (2015)
- Vicious (2018)[13][14]
- Back from the Dead (2022)

### EP-k
- (Don't Mess with the) Time Man (1999)
- Breaking the Silence (2001)
- One and Done (2006)
- ReAniMate: The CoVeRs eP (2011)
- Hello, It's Mz. Hyde (2012)
- ReAniMate 2.0: The Covers EP (2013)

- Into the Wild Live: Chicago (2016)

- Reanimate 3.0: The Covers EP (2017)
- Vicious (Stripped) (2020)
- Reimagined (2020)

### Élő felvételek
- Live in Philly 2010 (2010)
- In the Live Room (2012)

## Filmszerepei
- 2014: Alter Bridge Live in Milan (önmagát alakítja benne)[15]
- 2014: Lindsey Stirling: Shatter Me (önmagát alakítja benne)[16]
- 2016: Shiprocked 2016 (önmagát alakítja benne)[17]

## Díjai, elismerései
- Grammy-díj (2013) (Best Hard/Rock Metal Performance kategória) a Love Bites (So Do I) című dalért[1]
- Dimebag Darrell Shredder Of The Year-díj a 2016-os Metal Hammer Golden Godson[7]